# 엘몬테 (칠레)
엘몬테(스페인어: El Monte)는 칠레 산티아고 수도주 탈라간테 현의 코무나이다.